# Mocomtoré
Mocomtoré est une commune rurale située dans le département de Diabo de la province du Gourma dans la région de l'Est au Burkina Faso.

## Géographie
Mocomtoré est situé à 10 km au Sud-Ouest de Diabo, le chef-lieu du département.

## Santé et éducation
Le centre de soins le plus proche de Mocomtoré est le centre de santé et de promotion sociale (CSPS) de Diabo.